# کلروای-لا-رش
کلروای-لا-رش (به فرانسوی: Colroy-la-Roche) یک کمون در فرانسه با جمعیت ۴۷۸ نفر است که در Canton of Saales واقع شده‌است.